# Jerome Hines
 Jerome Hines (8 de noviembre de 1921 - 4 de febrero de 2003) fue uno de los más destacados bajos líricos de Estados Unidos famoso por sus interpretaciones de Sarastro en La flauta mágica, Mephistopheles, Ramfis, Don Carlos, Borís Godunov y el Rey Marke en Tristan und Isolde. De imponente aspecto - media 6 pies con 6 pulgadas - fue ideal como intérprete de dioses y héroes.
Nacido Jerome Albert Link Heinz en Hollywood, California debutó en la Ópera de San Francisco en 1941 y en 1946 en el Metropolitan Opera donde cantó 45 papeles en 39 óperas entre 1946 y 1987, durante 41 años de trayectoria en el teatro. Fue el sucesor en ese teatro del bajo italiano Ezio Pinza. Además del MET actuó en todos los teatros americanos, especialmente en la Ópera de Nueva Orleans, San Francisco, Chicago, Boston y Filadelfia.
En 1953, debutó en Europa en el Festival de Glyndebourne y el Edinburgh Festival en los estrenos británicos de The Rake's Progress de Stravinsky.
Ese año debutó en el Teatro Colón de Buenos Aires como Felipe II en Don Carlos de Verdi regresando en 1954, 1962, 1964, 1966 y 1967 como Borís Godunov.
En 1958, en La Scala como Hércules de Handel y entre 1958 y 1963 en el Festival de Bayreuth como Gurnemanz, el Rey Marke y Wotan. 
En 1962, cantó Borís Godunov en el Bolshoi de Moscú para Nikita Jruschov durante la noche la Crisis de los Misiles Cubanos.
En 1987 fundó la Opera-Music Theatre Institute de New Jersey in 1987, centro de enseñanza pero continuó cantando hasta el final de su vida. Su última actuación fue en la Boston Opera en 2001 a los 79 años.
Escribió sus memorias This is My Story, This is My Song (1969) y dos libros sobre canto: The Four Voices of Man (1997) y Great Singers on Great Singing (1982).
Casado con la soprano Lucia Evangelista desde 1952 hasta 2000 cuando ella falleció de esclerosis múltiple. Tuvieron cuatro hijos: David, Andrew, John y Russell. 
Su sucesor fue Samuel Ramey.